# Mary L. Cleave
Mary Louise Cleave, född 5 februari 1947 i Southampton på Long Island, New York, död 27 november 2023 i Annapolis, Maryland, var en amerikansk astronaut uttagen i astronautgrupp 9 den 19 maj 1980.

## Rymdfärder
- STS-61-B
- STS-30